# Thure Johansson
Thure Emmanuel Johansson (ur. 11 września 1912 w Jukkasjärvi, zm. 12 marca 1986 w Arboga) – szwedzki zapaśnik. Brązowy medalista olimpijski z Londynu.
Zawody w 1948 były jego jedynymi igrzyskami olimpijskimi. Walczył w stylu wolnym, zdobywając brąz w wadze muszej, poniżej 52 kilogramów.